# Пилтаун
Пилтаун (англ. Piltown; ирл. Baile an Phoill) — деревня в Ирландии, находится в графстве Килкенни (провинция Ленстер). У Пилтауна есть деревня-побратим — французская деревня Меллак.

## История
Летом 1462 года у Пилтауна состоялось сражение Войны Алой и Белой Роз, ставшее единственной битвой этой войны на территории Ирландии.

## Демография
Население — 968 человек (по переписи 2006 года). В 2002 году население составляло 778 человек.
Данные переписи 2006 года:
| Общие демографические показатели |               |                               |                               |      |      |
| Всё население                    | Всё население | Изменения населения 2002—2006 | Изменения населения 2002—2006 | 2006 | 2006 |
| 2002                             | 2006          | чел.                          | %                             | муж. | жен. |
| 778                              | 968           | 190                           | 24,4                          | 491  | 477  |